# AFC Cup 2019
Der AFC Cup 2019 war die 16. Spielzeit des nach der Champions League zweitwichtigsten asiatischen Wettbewerbs für Vereinsmannschaften im Fußball seit dessen Gründung zur Spielzeit 2004. Am Wettbewerb nahmen in dieser Saison 43 Klubs aus 26 Landesverbänden der AFC teil. Die Saison begann mit der ersten Qualifikationsrunde am 5. Februar 2019 und endete mit dem Finale im Kuala-Lumpur-Stadion in Kuala Lumpur am 4. November 2019. Titelverteidiger al-Quwa al-Dschawiya aus dem Irak nahm dieses Jahr an der Champions League teil.
Im Finale besiegte der libanesische Verein al Ahed den 25. April SC aus Nordkorea mit 1:0 und konnte so seinen ersten Titel gewinnen. Torschützenkönig wurde der Spanier Bienvenido Marañón vom Ceres-Negros FC mit 10 Toren. Zum besten Spieler des Wettbewerbs wurde der Libanese Mehdi Khalil ernannt.

## Qualifikation
Die Spielpaarungen in den zwei Qualifikationsrunden wurden nach der in die fünf Regionen aufgeteilten AFC-Vierjahreswertung 2017 und der Zugangsliste gesetzt, wobei Begegnungen zwischen Mannschaften desselben Landesverbandes ausgeschlossen waren. Die Qualifikationsrunden wurden jeweils in Hin- und Rückspiel entschieden, wobei der Verein aus dem höhergesetzten Verband im Rückspiel Heimrecht hatte. Bei einem Gleichstand wurde zunächst die Auswärtstorregel angewendet. Sollte dies zu keinem Sieger führen, wurde eine Verlängerung gespielt und dann gegebenenfalls ein Elfmeterschießen durchgeführt.
Die vier Sieger der Play-off-Runde erreichten die Gruppenphase. Die unterlegenen Mannschaften schieden aus.

### Erste Qualifikationsrunde
Die Spiele fanden am 20. und 27. Februar 2019 statt.
|            | Gesamt |                  | Hinspiel | Rückspiel | Region  |
| ---------- | ------ | ---------------- | -------- | --------- | ------- |
| Alai Osch  | 1:3    | Ahal FK          | 1:2      | 0:1       | Zentral |
| Colombo FC | 9:2    | Transport United | 7:1      | 2:1       | Süd     |
| Erchim FC  | 0:6    | Ryomyong SC      | 0:3      | 0:3       | Ost     |

### Play-off-Runde
Die Spiele fanden am 5. und 12. Februar sowie am 6. und 13. März 2019 statt.
|                    | Gesamt          |               | Hinspiel | Rückspiel | Region  |
| ------------------ | --------------- | ------------- | -------- | --------- | ------- |
| Hilal al-Quds Club | 3:1             | Al-Nasr SCSC  | 2:1      | 1:0       | West    |
| Ahal FK            | (a)1:1(a)       | FK Khujand    | 1:1      | 0:0       | Zentral |
| Colombo FC         | 0:1             | Chennaiyin FC | 0:0      | 0:1       | Süd     |
| Ryomyong SC        | 0:0 (3:5 i. E.) | Tai Po FC     | 0:0      | 0:0 n. V. | Ost     |

## Gruppenphase
| Region               | Gruppen         |
| -------------------- | --------------- |
| Westregion (WAFF)    | Gruppen A bis C |
| Zentralregion (CAFA) | Gruppe D        |
| Südregion (SAFF)     | Gruppe E        |
| Südostregion (AFF)   | Gruppen F bis H |
| Ostregion (EAFF)     | Gruppe I        |

An der Gruppenphase nahmen 36 Vereine teil. 32 Mannschaften waren direkt qualifiziert, dazu kamen noch 4 (je einer aus vier der fünf Regionen), die sich über die Play-off-Runde qualifizierten. Die Gruppenauslosung fand am 22. November 2018 in der malaysischen Hauptstadt Kuala Lumpur statt. Die Mannschaften wurden in neun Gruppen mit je vier Teilnehmern gelost. Die Verteilung der Gruppen auf die jeweiligen Regionen zeigt die nebenstehende Tabelle.
Die Gruppensieger und der jeweils beste Gruppenzweite der Gruppen A bis C sowie der Gruppen F bis H qualifizierten sich für das Regional-Halbfinale, während die Gruppensieger der Gruppen D, E und I sich für das Interregional-Halbfinale qualifizierten. Alle anderen Mannschaften schieden aus dem Wettbewerb aus. Bei Punktgleichheit zweier oder mehrerer Mannschaften wurde die Platzierung durch folgende Kriterien ermittelt:
1. Anzahl Punkte im direkten Vergleich
2. Tordifferenz im direkten Vergleich
3. Anzahl Tore im direkten Vergleich
4. Anzahl Auswärtstore im direkten Vergleich
5. Wenn nach der Anwendung der Kriterien 1 bis 4 immer noch mehrere Mannschaften denselben Tabellenplatz belegen, werden die Kriterien 1 bis 4 erneut angewendet, jedoch ausschließlich auf die Direktbegegnungen der betreffenden Mannschaften. Sollte auch dies zu keiner definitiven Platzierung führen, werden die Kriterien 6 bis 10 angewendet.
6. Tordifferenz aus allen Gruppenspielen
7. Anzahl Tore in allen Gruppenspielen
8. Wenn es nur um zwei Mannschaften geht und diese beiden auf dem Platz stehen, kommt es zwischen diesen zu einem Elfmeterschießen.
9. Niedrigere Anzahl Punkte durch Gelbe und Rote Karten (Gelbe Karte 1 Punkt, Gelb-Rote und Rote Karte 3 Punkte, Gelbe Karte auf die eine direkte Rote Karte folgt 4 Punkte)
10. Höherer Rang des Fußballverbandes in der AFC-Vierjahreswertung

### Gruppe A
| Pl. | Verein             | Sp. | S | U | N | Tore    | Diff. | Punkte |
| --- | ------------------ | --- | - | - | - | ------- | ----- | ------ |
| 1.  | al-Wihdat          | 6   | 4 | 1 | 1 | 012:400 | +8    | 13     |
| 2.  | al-Dschaisch       | 6   | 2 | 4 | 0 | 006:400 | +2    | 10     |
| 3.  | Hilal al-Quds Club | 6   | 2 | 2 | 2 | 007:110 | −4    | 08     |
| 4.  | Nejmeh Club        | 6   | 0 | 1 | 5 | 004:100 | −6    | 01     |

| 25. Februar 2019   |     |                                                                         |
| al-Dschaisch       | 1:1 | Hilal al-Quds Club \| al Muharraq Stadium (in Arad) 1                   |
| al-Wihdat          | 1:0 | Nejmeh Club \| King Abdullah II Stadium                                 |
| 11. März 2019      |     |                                                                         |
| Hilal al-Quds Club | 2:6 | al-Wihdat \| Faisal Al-Husseini International Stadium (in al-Ram)       |
| Nejmeh Club        | 0:1 | al-Dschaisch \| Camille-Chamoun-Stadion                                 |
| 1. April 2019      |     |                                                                         |
| al-Dschaisch       | 1:0 | al-Wihdat \| al Muharraq Stadium (in Arad) 1                            |
| 16. April 2019     |     |                                                                         |
| al-Wihdat          | 1:1 | al-Dschaisch \| King Abdullah II Stadium                                |
| 30. April 2019     |     |                                                                         |
| Nejmeh Club        | 0:2 | al-Wihdat \| Camille-Chamoun-Stadion                                    |
| Hilal al-Quds Club | 0:0 | al-Dschaisch \| King Abdullah Sports City Stadium (in Dschidda) 2       |
| 3. Mai 2019 3      |     |                                                                         |
| Hilal al-Quds Club | 2:1 | Nejmeh Club \| King Abdullah Sports City Stadium (in Dschidda) 3        |
| 6. Mai 2019 3      |     |                                                                         |
| Nejmeh Club        | 1:2 | Hilal al-Quds Club \| King Abdullah Sports City Stadium (in Dschidda) 3 |
| 14. Mai 2019       |     |                                                                         |
| al-Dschaisch       | 2:2 | Nejmeh Club \| al Muharraq Stadium (in Arad) 1                          |
| al-Wihdat          | 2:0 | Hilal al-Quds Club \| King Abdullah II Stadium                          |

Anmerkungen

### Gruppe B
| Pl. | Verein        | Sp. | S | U | N | Tore    | Diff. | Punkte |
| --- | ------------- | --- | - | - | - | ------- | ----- | ------ |
| 1.  | al-Jazeera    | 6   | 5 | 1 | 0 | 013:200 | +11   | 16     |
| 2.  | al Kuwait SC  | 6   | 3 | 1 | 2 | 006:400 | +2    | 10     |
| 3.  | al-Najma Club | 6   | 2 | 1 | 3 | 006:900 | −3    | 07     |
| 4.  | al-Ittihad    | 6   | 0 | 1 | 5 | 002:120 | −10   | 01     |

| 25. Februar 2019 |     |                                                              |
| al Kuwait SC     | 0:0 | al-Ittihad \| al-Kuwait SC Stadium                           |
| al-Najma Club    | 1:1 | al-Jazeera \| Nationalstadion Bahrain (in Riffa)             |
| 11. März 2019    |     |                                                              |
| al-Ittihad       | 1:2 | al-Najma Club \| Mohammed-Bin-Zayed-Stadion (in Abu Dhabi) 1 |
| al-Jazeera       | 1:0 | al Kuwait SC \| Amman International Stadium                  |
| 2. April 2019    |     |                                                              |
| al-Jazeera       | 4:0 | al-Ittihad \| Amman International Stadium                    |
| al-Najma Club    | 0:1 | al Kuwait SC \| Nationalstadion Bahrain (in Riffa)           |
| 15. April 2019   |     |                                                              |
| al-Ittihad       | 0:2 | al-Jazeera \| al-Nahyan-Stadion (in Abu Dhabi) 1             |
| al Kuwait SC     | 2:1 | al-Najma Club \| al-Kuwait SC Stadium                        |
| 30. April 2019   |     |                                                              |
| al-Jazeera       | 3:0 | al-Najma Club \| Amman International Stadium                 |
| al-Ittihad       | 0:2 | al Kuwait SC \| al-Nahyan-Stadion (in Abu Dhabi) 1           |
| 14. Mai 2019     |     |                                                              |
| al-Najma Club    | 2:1 | al-Ittihad \| Nationalstadion Bahrain (in Riffa)             |
| al Kuwait SC     | 1:2 | al-Jazeera \| al-Kuwait SC Stadium                           |

Anmerkung

### Gruppe C
| Pl. | Verein           | Sp. | S | U | N | Tore    | Diff. | Punkte |
| --- | ---------------- | --- | - | - | - | ------- | ----- | ------ |
| 1.  | al Ahed          | 6   | 4 | 2 | 0 | 008:300 | +5    | 14     |
| 2.  | Malkiya Club     | 6   | 2 | 2 | 2 | 008:800 | ±0    | 08     |
| 3.  | al Qadsia Kuwait | 6   | 2 | 1 | 3 | 006:600 | ±0    | 07     |
| 4.  | al-Suwaiq Club   | 6   | 1 | 1 | 4 | 007:120 | −5    | 04     |

| 26. Februar 2019 |     |                                                                  |
| al Ahed          | 0:0 | al Qadsia Kuwait \| Camille-Chamoun-Stadion                      |
| al-Suwaiq Club   | 1:2 | Malkiya Club \| al-Seeb-Stadion (in Sib)                         |
| 12. März 2019    |     |                                                                  |
| Malkiya Club     | 0:0 | al Ahed \| Khalifa Sports City Stadium (in Madinat Isa)          |
| al Qadsia Kuwait | 2:0 | al-Suwaiq Club \| Jaber al-Ahmad International Stadium           |
| 1. April 2019    |     |                                                                  |
| al Ahed          | 4:2 | al-Suwaiq Club \| Camille-Chamoun-Stadion                        |
| al Qadsia Kuwait | 1:2 | Malkiya Club \| Jaber al-Ahmad International Stadium             |
| 16. April 2019   |     |                                                                  |
| al-Suwaiq Club   | 0:1 | al Ahed \| al-Seeb-Stadion (in Sib)                              |
| Malkiya Club     | 1:2 | al Qadsia Kuwait \| Khalifa Sports City Stadium (in Madinat Isa) |
| 29. April 2019   |     |                                                                  |
| Malkiya Club     | 2:2 | al-Suwaiq Club \| Khalifa Sports City Stadium (in Madinat Isa)   |
| al Qadsia Kuwait | 0:1 | al Ahed \| Jaber al-Ahmad International Stadium                  |
| 13. Mai 2019     |     |                                                                  |
| al Ahed          | 2:1 | Malkiya Club \| Camille-Chamoun-Stadion                          |
| al-Suwaiq Club   | 2:1 | al Qadsia Kuwait \| al-Seeb-Stadion (in Sib)                     |

### Gruppe D
| Pl. | Verein             | Sp. | S | U | N | Tore    | Diff. | Punkte |
| --- | ------------------ | --- | - | - | - | ------- | ----- | ------ |
| 1.  | Altyn Asyr FK      | 6   | 2 | 4 | 0 | 007:400 | +3    | 10     |
| 2.  | FC Istiklol        | 6   | 2 | 2 | 2 | 012:800 | +4    | 08     |
| 3.  | FK Dordoi Bischkek | 6   | 2 | 1 | 3 | 009:120 | −3    | 07     |
| 4.  | FK Khujand         | 6   | 2 | 1 | 3 | 006:100 | −4    | 07     |

| 3. April 2019      |     |                                                        |
| FC Istiklol        | 3:0 | FK Khujand \| Pamir-Stadion                            |
| FK Dordoi Bischkek | 1:1 | Altyn Asyr FK \| Dolen-Omurzakov-Stadion               |
| 17. April 2019     |     |                                                        |
| FK Khujand         | 3:1 | FK Dordoi Bischkek \| 20 Years of Independence Stadium |
| Altyn Asyr FK      | 1:1 | FC Istiklol \| Köpetdag-Stadion                        |
| 30. April 2019     |     |                                                        |
| FK Khujand         | 0:0 | Altyn Asyr FK \| 20 Years of Independence Stadium      |
| 1. Mai 2019        |     |                                                        |
| FC Istiklol        | 4:1 | FK Dordoi Bischkek \| Pamir-Stadion                    |
| 15. Mai 2019       |     |                                                        |
| Altyn Asyr FK      | 1:0 | FK Khujand \| Köpetdag-Stadion                         |
| FK Dordoi Bischkek | 2:1 | FC Istiklol \| Dolen-Omurzakov-Stadion                 |
| 19. Juni 2019      |     |                                                        |
| FK Khujand         | 3:2 | FC Istiklol \| 20 Years of Independence Stadium        |
| Altyn Asyr FK      | 3:1 | FK Dordoi Bischkek \| Köpetdag-Stadion                 |
| 26. Juni 2019      |     |                                                        |
| FC Istiklol        | 1:1 | Altyn Asyr FK \| Pamir-Stadion                         |
| FK Dordoi Bischkek | 3:0 | FK Khujand \| Dolen-Omurzakov-Stadion                  |

### Gruppe E
| Pl. | Verein                 | Sp. | S | U | N | Tore    | Diff. | Punkte |
| --- | ---------------------- | --- | - | - | - | ------- | ----- | ------ |
| 1.  | Abahani Ltd. Dhaka     | 6   | 4 | 1 | 1 | 012:500 | +7    | 13     |
| 2.  | Chennaiyin FC          | 6   | 3 | 2 | 1 | 009:600 | +3    | 11     |
| 3.  | Minerva Punjab         | 6   | 0 | 5 | 1 | 006:700 | −1    | 05     |
| 4.  | Manang Marsyangdi Club | 6   | 0 | 2 | 4 | 005:140 | −9    | 02     |

| 3. April 2019          |     |                                                                    |
| Manang Marsyangdi Club | 0:1 | Abahani Ltd. Dhaka \| ANFA Complex (in Lalitpur)                   |
| Chennaiyin FC          | 0:0 | Minerva Punjab \| The Arena (in Ahmedabad)                         |
| 17. April 2019         |     |                                                                    |
| Abahani Ltd. Dhaka     | 2:2 | Minerva Punjab \| Bangabandhu National Stadium                     |
| Chennaiyin FC          | 2:0 | Manang Marsyangdi Club \| The Arena (in Ahmedabad)                 |
| 30. April 2019         |     |                                                                    |
| Chennaiyin FC          | 1:0 | Abahani Ltd. Dhaka \| The Arena (in Ahmedabad)                     |
| 1. Mai 2019            |     |                                                                    |
| Minerva Punjab         | 2:2 | Manang Marsyangdi Club \| Kalinga Stadium (in Bhubaneswar)         |
| 15. Mai 2019           |     |                                                                    |
| Manang Marsyangdi Club | 1:1 | Minerva Punjab \| ANFA Complex (in Lalitpur)                       |
| Abahani Ltd. Dhaka     | 3:2 | Chennaiyin FC \| Bangabandhu National Stadium                      |
| 19. Juni 2019          |     |                                                                    |
| Minerva Punjab         | 1:1 | Chennaiyin FC \| Indira Gandhi Athletic Stadium (in Guwahati)      |
| Abahani Ltd. Dhaka     | 5:0 | Manang Marsyangdi Club \| Bangabandhu National Stadium             |
| 26. Juni 2019          |     |                                                                    |
| Minerva Punjab         | 0:1 | Abahani Ltd. Dhaka \| Indira Gandhi Athletic Stadium (in Guwahati) |
| Manang Marsyangdi Club | 2:3 | Chennaiyin FC \| ANFA Complex (in Lalitpur)                        |

### Gruppe F
| Pl. | Verein          | Sp. | S | U | N | Tore    | Diff. | Punkte |
| --- | --------------- | --- | - | - | - | ------- | ----- | ------ |
| 1.  | Hà Nội FC       | 6   | 4 | 1 | 1 | 023:500 | +18   | 13     |
| 2.  | Tampines Rovers | 6   | 4 | 1 | 1 | 017:100 | +7    | 13     |
| 3.  | Yangon United   | 6   | 2 | 0 | 4 | 010:140 | −4    | 06     |
| 4.  | Nagaworld FC    | 6   | 1 | 0 | 5 | 006:270 | −21   | 03     |

| 26. Februar 2019 |       |                                              |
| Yangon United    | 1:3   | Tampines Rovers \| Thuwanna-Stadion          |
| Hà Nội FC        | 10:00 | Nagaworld FC \| San Hanoi Stadion            |
| 12. März 2019    |       |                                              |
| Nagaworld FC     | 2:1   | Yangon United \| Olympiastadion Phnom Penh   |
| Tampines Rovers  | 1:1   | Hà Nội FC \| Jalan Besar Stadium             |
| 2. April 2019    |       |                                              |
| Nagaworld FC     | 1:5   | Tampines Rovers \| Olympiastadion Phnom Penh |
| Hà Nội FC        | 0:1   | Yangon United \| San Hanoi Stadion           |
| 17. April 2019   |       |                                              |
| Yangon United    | 2:5   | Hà Nội FC \| Thuwanna-Stadion                |
| Tampines Rovers  | 4:2   | Nagaworld FC \| Jalan Besar Stadium          |
| 1. Mai 2019      |       |                                              |
| Nagaworld FC     | 1:5   | Hà Nội FC \| Olympiastadion Phnom Penh       |
| Tampines Rovers  | 4:3   | Yangon United \| Jalan Besar Stadium         |
| 15. Mai 2019     |       |                                              |
| Hà Nội FC        | 2:0   | Tampines Rovers \| San Hanoi Stadion         |
| Yangon United    | 2:0   | Nagaworld FC \| Thuwanna-Stadion             |

### Gruppe G
| Pl. | Verein             | Sp. | S | U | N | Tore    | Diff. | Punkte |
| --- | ------------------ | --- | - | - | - | ------- | ----- | ------ |
| 1.  | Ceres-Negros FC    | 6   | 5 | 0 | 1 | 015:600 | +9    | 15     |
| 2.  | Becamex Bình Dương | 6   | 4 | 1 | 1 | 013:500 | +8    | 13     |
| 3.  | Persija Jakarta    | 6   | 2 | 1 | 3 | 012:900 | +3    | 07     |
| 4.  | Shan United        | 6   | 0 | 0 | 6 | 005:250 | −20   | 0      |

| 26. Februar 2019   |     |                                                    |
| Persija Jakarta    | 0:0 | Becamex Bình Dương \| Gelora-Bung-Karno-Stadion    |
| Ceres-Negros FC    | 3:2 | Shan United \| Panaad Stadium                      |
| 12. März 2019      |     |                                                    |
| Shan United        | 1:3 | Persija Jakarta \| Thuwanna-Stadion (in Rangun)    |
| Becamex Bình Dương | 1:3 | Ceres-Negros FC \| Gò-Đậu-Stadion                  |
| 3. April 2019      |     |                                                    |
| Shan United        | 1:2 | Becamex Bình Dương \| Thuwanna-Stadion (in Rangun) |
| Ceres-Negros FC    | 1:0 | Persija Jakarta \| Panaad Stadium                  |
| 16. April 2019     |     |                                                    |
| Becamex Bình Dương | 6:0 | Shan United \| Gò-Đậu-Stadion                      |
| 23. April 2019     |     |                                                    |
| Persija Jakarta    | 2:3 | Ceres-Negros FC \| Gelora-Bung-Karno-Stadion       |
| 1. Mai 2019        |     |                                                    |
| Shan United        | 0:5 | Ceres-Negros FC \| Thuwanna-Stadion (in Rangun)    |
| Becamex Bình Dương | 3:1 | Persija Jakarta \| Gò-Đậu-Stadion                  |
| 15. Mai 2019       |     |                                                    |
| Ceres-Negros FC    | 0:1 | Becamex Bình Dương \| Panaad Stadium               |
| Persija Jakarta    | 6:1 | Shan United \| Gelora-Bung-Karno-Stadion           |

### Gruppe H
| Pl. | Verein         | Sp. | S | U | N | Tore    | Diff. | Punkte |
| --- | -------------- | --- | - | - | - | ------- | ----- | ------ |
| 1.  | PSM Makassar   | 6   | 4 | 2 | 0 | 017:800 | +9    | 14     |
| 2.  | Home United    | 6   | 3 | 1 | 2 | 009:110 | −2    | 10     |
| 3.  | Kaya FC-Iloilo | 6   | 2 | 2 | 2 | 013:700 | +6    | 08     |
| 4.  | Lao Toyota FC  | 6   | 0 | 1 | 5 | 007:200 | −13   | 01     |

| 27. Februar 2019 |     |                                                   |
| Home United      | 1:1 | PSM Makassar \| Jalan Besar Stadium               |
| Lao Toyota FC    | 1:1 | Kaya FC-Iloilo \| Neues Nationalstadion von Laos  |
| 13. März 2019    |     |                                                   |
| Kaya FC-Iloilo   | 5:0 | Home United \| Panaad Stadium (in Bacolod City)   |
| PSM Makassar     | 7:3 | Lao Toyota FC \| Pakansari Stadium (in Cibinong)  |
| 2. April 2019    |     |                                                   |
| PSM Makassar     | 1:1 | Kaya FC-Iloilo \| Pakansari Stadium (in Cibinong) |
| Home United      | 1:0 | Lao Toyota FC \| Jalan Besar Stadium              |
| 17. April 2019   |     |                                                   |
| Kaya FC-Iloilo   | 1:2 | PSM Makassar \| Panaad Stadium (in Bacolod City)  |
| Lao Toyota FC    | 2:3 | Home United \| Neues Nationalstadion von Laos     |
| 30. April 2019   |     |                                                   |
| Kaya FC-Iloilo   | 5:1 | Lao Toyota FC \| Panaad Stadium (in Bacolod City) |
| PSM Makassar     | 3:2 | Home United \| Pakansari Stadium (in Cibinong)    |
| 14. Mai 2019     |     |                                                   |
| Home United      | 2:0 | Kaya FC-Iloilo \| Jalan Besar Stadium             |
| Lao Toyota FC    | 0:3 | PSM Makassar \| Neues Nationalstadion von Laos    |

### Gruppe I
| Pl. | Verein       | Sp. | S | U | N | Tore    | Diff. | Punkte |
| --- | ------------ | --- | - | - | - | ------- | ----- | ------ |
| 1.  | 25. April SC | 6   | 5 | 0 | 1 | 017:200 | +15   | 15     |
| 2.  | Kitchee SC   | 6   | 3 | 1 | 2 | 011:100 | +1    | 10     |
| 3.  | Tai Po FC    | 6   | 2 | 2 | 2 | 013:150 | −2    | 08     |
| 4.  | Hang Yuen    | 6   | 0 | 1 | 5 | 004:180 | −14   | 01     |

| 3. April 2019  |     |                                                           |
| Hang Yuen      | 0:3 | 25. April SC \| Hsinchu County Second Stadium (in Zhubei) |
| Kitchee SC     | 2:4 | Tai Po FC \| Mong Kok Stadium                             |
| 17. April 2019 |     |                                                           |
| 25. April SC   | 2:0 | Kitchee SC \| Kim-Il-sung-Stadion                         |
| Tai Po FC      | 4:2 | Hang Yuen \| Mong Kok Stadium                             |
| 30. April 2019 |     |                                                           |
| Tai Po FC      | 1:3 | 25. April SC \| Mong Kok Stadium                          |
| 1. Mai 2019    |     |                                                           |
| Kitchee SC     | 3:0 | Hang Yuen \| Mong Kok Stadium                             |
| 15. Mai 2019   |     |                                                           |
| 25. April SC   | 4:0 | Tai Po FC \| Kim-Il-sung-Stadion                          |
| Hang Yuen      | 1:2 | Kitchee SC \| Taipei Municipal Stadium                    |
| 19. Juni 2019  |     |                                                           |
| 25. April SC   | 5:0 | Hang Yuen \| Kim-Il-sung-Stadion                          |
| Tai Po FC      | 3:3 | Kitchee SC \| Mong Kok Stadium                            |
| 26. Juni 2019  |     |                                                           |
| Kitchee SC     | 1:0 | 25. April SC \| Mong Kok Stadium                          |
| Hang Yuen      | 1:1 | Tai Po FC \| Taipei Municipal Stadium                     |

### Tabellen der Gruppenzweiten
Neben den neun Gruppensiegern qualifizierte sich auch der jeweils beste Gruppenzweite der West- und der Südostregion für die Finalrunde. Bei Punktgleichheit zweier oder aller Mannschaften wurde die Platzierung durch folgende Kriterien ermittelt:
1. Tordifferenz aus allen Gruppenspielen
2. Anzahl Tore in allen Gruppenspielen
3. Niedrigere Anzahl Punkte durch Gelbe und Rote Karten (Gelbe Karte 1 Punkt, Gelb-Rote und Rote Karte 3 Punkte, Gelbe Karte auf die eine direkte Rote Karte folgt 4 Punkte)
4. Höherer Rang des Fußballverbandes in der AFC-Vierjahreswertung

Westregion
| Pl. | Verein       | Sp. | S | U | N | Tore    | Diff. | Punkte | Gruppe    | FP-Punkte |
| --- | ------------ | --- | - | - | - | ------- | ----- | ------ | --------- | --------- |
| 1.  | al-Dschaisch | 6   | 2 | 4 | 0 | 006:400 | +2    | 10     | A \|\| 06 |           |
| 2.  | al Kuwait SC | 6   | 3 | 1 | 2 | 006:400 | +2    | 10     | B \|\| 11 |           |
| 3.  | Malkiya Club | 6   | 2 | 2 | 2 | 008:800 | ±0    | 08     | C \|\| 15 |           |

Südostregion
| Pl. | Verein             | Sp. | S | U | N | Tore    | Diff. | Punkte | Gruppe |
| --- | ------------------ | --- | - | - | - | ------- | ----- | ------ | ------ |
| 1.  | Becamex Bình Dương | 6   | 4 | 1 | 1 | 013:500 | +8    | 13     | G      |
| 2.  | Tampines Rovers    | 6   | 4 | 1 | 1 | 017:100 | +7    | 13     | F      |
| 3.  | Home United        | 6   | 3 | 1 | 2 | 009:110 | −2    | 10     | H      |

## Finalrunde

### Regional-Halbfinale
Für das Regional-Halbfinale qualifizierten sich die Mannschaften der West- und der Südostregion. Die Spielpaarungen wurden schon bei der Auslosung der Gruppenphase im Dezember 2016 blind festgelegt. Abhängig dabei war nur aus welcher Gruppe der jeweils beste Gruppenzweite kam. Die Hinspiele fanden vom 17. bis zum 19. Juni 2019 statt, die Rückspiele vom 24. bis zum 26. Juni 2019.
|                    | Gesamt    |              | Hinspiel | Rückspiel | Region |
| ------------------ | --------- | ------------ | -------- | --------- | ------ |
| al-Wihdat          | 0:1       | al Ahed      | 0:1      | 0:0       | West   |
| al-Dschaisch       | 3:4       | al-Jazeera   | 3:0 1    | 0:4       | West   |
| Ceres-Negros FC    | 2:3       | Hà Nội FC    | 1:1      | 1:2       | Südost |
| Becamex Bình Dương | (a)2:2(a) | PSM Makassar | 1:0      | 1:2       | Südost |

Anmerkung

### Regional-Finale
Im Regional-Finale spielten die zwei Sieger des Regional-Halbfinales der Westregion und die zwei der Südostregion jeweils gegeneinander. Die Reihenfolge der Spiele wurde am 2. Juli 2019 ausgelost. Die Hinspiele fanden am 31. Juli und am 24. September 2019 statt, die Rückspiele am 7. August und am 1. Oktober 2019.
|                    | Gesamt |           | Hinspiel | Rückspiel | Region |
| ------------------ | ------ | --------- | -------- | --------- | ------ |
| al-Jazeera         | 0:1    | al Ahed   | 0:0      | 0:1       | West   |
| Becamex Bình Dương | 0:2    | Hà Nội FC | 0:1      | 0:1       | Südost |

### Interregional-Halbfinale
Im Interregional-Halbfinale spielten die drei Sieger der Gruppen D, E und I sowie der Sieger des Regional-Finales der Südostregion gegeneinander. Die Spielpaarungen wurden am 2. Juli 2019 ausgelost. Die Hinspiele fanden am 20. und 21. August 2019 statt, die Rückspiele am 27. und 28. August 2019.
|                    | Gesamt |               | Hinspiel | Rückspiel |
| ------------------ | ------ | ------------- | -------- | --------- |
| Hà Nội FC          | 5:4    | Altyn Asyr FK | 3:2      | 2:2       |
| Abahani Ltd. Dhaka | 4:5    | 25. April SC  | 4:3      | 0:2       |

### Interregional-Finale
Im Interregional-Finale spielten die zwei Sieger des Interregional-Halbfinales jeweils gegeneinander. Die Reihenfolge der Spiele wurde vor der Auslosung des Interregional-Halbfinales festgelegt. Das Hinspiel fand am 25. September 2019 statt, das Rückspiel am 2. Oktober 2019.
|           | Gesamt    |              | Hinspiel | Rückspiel |
| --------- | --------- | ------------ | -------- | --------- |
| Hà Nội FC | (a)2:2(a) | 25. April SC | 2:2      | 0:0       |

### Finale
| 25. April SC                                                                         | 25. April SC | al Ahed | al Ahed | Aufstellung                            |
| ------------------------------------------------------------------------------------ | --- | --- | ------- | -------------------------------------- |
| 25. April SC                                                                         | \| 4. November 2019 um 21:00 Uhr (14:00 Uhr MEZ) in Kuala Lumpur (Kuala-Lumpur-Stadion) \| \| Ergebnis: 0:1 (0:0) \| \| Zuschauer: 500 \| \| Schiedsrichter: Hettikamkanamge Perera ( Sri Lanka) \| \| Spielbericht \|           | \| 4. November 2019 um 21:00 Uhr (14:00 Uhr MEZ) in Kuala Lumpur (Kuala-Lumpur-Stadion) \| \| Ergebnis: 0:1 (0:0) \| \| Zuschauer: 500 \| \| Schiedsrichter: Hettikamkanamge Perera ( Sri Lanka) \| \| Spielbericht \|                  | al Ahed | Aufstellung 25. April SC gegen al Ahed |
| 25. April SC                                                                         | An Tae-song – Kwon Chung-hyok, An Song-il, Pak Jin-myong, Pak Song-rok – Choe Chol-su (28. Sin Tae-song), Won Song, O Hyok-chol, Son Pyong-il – Rim Chol-min (40. Kim Yu-song, 88. An Song-il), An Il-bom Cheftrainer: O Yun-son | Mehdi Khalil – Hussein El Zein, Nour Mansour, Ahmad al-Saleh, Hussein Dakik – Issah Yakubu, Haytham Faour , Rabih Ataya (80. Tarek al-Ali), Mohamad Haidar, Ahmad Zreik – Ahmed Akaïchi (89. Hussein Monzer) Cheftrainer: Bassem Marmar | al Ahed | Aufstellung 25. April SC gegen al Ahed |
| 25. April SC                                                                         | 0:1 Yakubu (74.) | | al Ahed | Aufstellung 25. April SC gegen al Ahed |
| 25. April SC                                                                         | Faour (82.), Monzer (90.+3') | | al Ahed | Aufstellung 25. April SC gegen al Ahed |
| 25. April SC                                                                         | An T. (26.) | | al Ahed | Aufstellung 25. April SC gegen al Ahed |
| 25. April SC                                                                         | Spieler des Spiels: Issah Yakubu (al Ahed) | | al Ahed | Aufstellung 25. April SC gegen al Ahed |
| 4. November 2019 um 21:00 Uhr (14:00 Uhr MEZ) in Kuala Lumpur (Kuala-Lumpur-Stadion) | | |         |                                        |
| Ergebnis: 0:1 (0:0)                                                                  | | |         |                                        |
| Zuschauer: 500                                                                       | | |         |                                        |
| Schiedsrichter: Hettikamkanamge Perera ( Sri Lanka)                                  | | |         |                                        |
| Spielbericht                                                                         | | |         |                                        |

## Torschützenliste
Nachfolgend sind die besten Torschützen der AFC-Cup-Saison (ohne Qualifikation) aufgeführt. Bei gleicher Anzahl von Treffern sind die Spieler alphabetisch sortiert.
| Rang                   | Nat        | Spieler            | Verein             | Tore |
| ---------------------- | ---------- | ------------------ | ------------------ | ---- |
| 01                     | Spanien    | Bienvenido Marañón | Ceres-Negros FC    | 10   |
| 02                     | Nigeria    | Ganiyu Oseni       | Hà Nội FC          | 09   |
|                        | Korea Nord | Kim Yu-song        | 25. April SC       | 09   |
| 04                     | Senegal    | Pape Omar Fayé     | Hà Nội FC          | 08   |
| 05                     | Brasilien  | Bruno Matos        | Persija Jakarta    | 07   |
|                        | Vietnam    | Nguyễn Văn Quyết   | Hà Nội FC          | 07   |
| 07                     | Jordanien  | Baha'Faisal        | al-Wihdat          | 06   |
|                        | Brasilien  | Fernando           | Kitchee SC         | 06   |
| 09                     | Singapur   | Khairul Amri       | Tampines Rovers    | 05   |
|                        | Libanon    | Mohamad Kdouh      | al Ahed            | 05   |
|                        | Brasilien  | Wander Luiz        | Becamex Bình Dương | 05   |
|                        | Finnland   | Eero Markkanen     | PSM Makassar       | 05   |
|                        | Syrien     | Bassel Moustafa    | al-Dschaisch       | 05   |
| Stand: Ende der Saison |            |                    |                    |      |